# Weißmanteltamarin
Der Weißmanteltamarin (Leontocebus weddelli melanoleucus, Syn.: Saguinus weddelli melanoleucus) ist eine Primatenform aus der Familie der Krallenaffen (Callitrichidae). Er wurde in der Vergangenheit als Unterart des Braunrückentamarins angesehen, dann zu einer eigenständigen Art und gilt jetzt als Unterart der Schwarzmanteltamarins (Leontocebus weddelli).

## Merkmale
Weißmanteltamarine erreichen eine Kopfrumpflänge von rund 25 Zentimetern, der Schwanz wird rund 38 Zentimeter lang. Ihr Fell ist fast vollständig cremeweiß gefärbt (leucus = weiß).  Nur die unbehaarten Ohren, die unbedeckte Gesichtshaut und die äußeren Genitalien sind schwarz. Wie bei allen Krallenaffen befinden sich an den Fingern und Zehen (mit Ausnahme der Großzehe) Krallen statt Nägel.

## Verbreitung und Lebensraum
Weißmanteltamarine sind im westlichen Amazonasbecken in Südamerika beheimatet, ihr Verbreitungsgebiet liegt südlich des oberen Rio Juruá im äußersten Westen von Brasilien und vielleicht in den angrenzenden Regionen Perus. Ihr Lebensraum sind tropische Regenwälder.

## Lebensweise
Über die Lebensweise der Weißmanteltamarine ist wenig bekannt, vermutlich stimmt sie weitgehend mit der anderer Tamarina aus der Gattung Leontocebusüberein. Demzufolge sind sie tagaktive Baumbewohner, die in kleinen Gruppen zusammenleben. Sie sind Allesfresser, die Insekten, Früchte, Nektar und anderes fressen. Wie bei allen Tamarinen dürfte sich nur das dominante Weibchen fortpflanzen und meist Zwillinge zur Welt bringen.

## Systematik
Der Weißmanteltamarin wurde 1912 durch den brasilianischen Zoologen Miranda Ribeiro beschrieben. Er galt lange Zeit als Unterart des Braunrückentamarins (Leontocebus fuscicollis), dann als eigenständige Art und wird in neueren Veröffentlichungen dem Schwarzmanteltamarin (Leontocebus weddelli) zugeordnet. Von diesem unterscheidet er sich genetisch überhaupt nicht, wurde wegen der stark abweichenden Fellfarbe aber nicht mit der Nominatform synonymisiert, sondern bekam einen Status als Unterart.

## Gefährdung
Gebietsweise stellt die Zerstörung ihres Lebensraums eine Bedrohung für die Art dar, insgesamt ist sie aber weit verbreitet und wird von der IUCN als „nicht gefährdet“ (least concern) gelistet.